# ブロックネット
ブロックネットとは、同じ地方の同じニュースネットワーク及びラジオネットワーク同士で、（例外あり）共同制作やネット番組で放送することである。全国ネットと同様に番組によってネットワークセールス枠（スポンサードネット枠）とローカルセールス枠（番組販売枠）がある。
ここでは、地方ブロック全体で番組購入をしているために、ブロックネットと似た状態になっているものも含む。
- 関東広域圏、中京広域圏、近畿広域圏、（北海道）の各広域放送の地方限定番組（ローカル番組）については、「関東ローカル」、「中京ローカル」、「関西ローカル」などを参照。
- NHKのブロックネットについては「地域情報番組」を参照。

## 東北地方（＋新潟県）
ブロックネットでは、東北電力の一社提供やそれに準ずる提供で制作される番組が多く、東北電力の営業地域である東北6県および新潟県の7県にネットされる（→東北地方#定義域と名称）。ただし、東日本大震災後、東北電力の提供自粛等でこのパターンでのブロックネットの番組は急速的に減少している。東北電力が関係しない場合は、東北6県の枠組みとなる。
日本テレビ系列とテレビ朝日系列は7県ともあるが、青森県のフジテレビ系列、秋田県のTBS系列を欠く。このため、在仙局の内、MMT（日テレ系）とKHB（テレ朝系）が定期・不定期ともブロックネットに積極的なのに対し、TBC（TBS系）とOX（フジ系）は少ない。東北6県の系列が異なる局でつくる東北民放テレビ六社会という組織もあり、系列横断的なブロックネットも行われる。なお、テレビ東京系列は全県存在しない（宮城県における新局開設構想についてはTXN#5府県進出計画参照）。しかしながら、先述の東日本大震災後の東北電力の提供自粛などで、下記番組の大半が終了・休止している。
番組内の主要コンテンツは、東北各地でのロケであることが多い。東北各地に赴くロケの取材スタッフは、在仙局の場合もあるが、基本的に地元各局が担当する。そのため、宮城県や仙台都市圏の情報が一方的に垂れ流される番組はまずない。このような傾向があるため、在仙局が必ずしも制作局となる必要もなく、在仙局以外が制作局となる番組や、持ち回り制作となる番組も見られる。

### テレビ

#### 現在の番組（テレビ）
- 東北6県
  - 『東北湯けむり紀行』（テレ朝系6局持ち回り制作。夕方の情報ワイド番組[注釈 1]内の1コーナー）

- 北東北3県
  - 『F&P快適住宅見学隊』（TVI制作。系列横断でATV、AAB。毎月第4日曜30分）

- 秋田県・岩手県
  - 『もっと行ってみる?』（AKT、mit共同制作　本田技研工業のプロモーション番組。毎週1回5分）

- 宮城県・青森県・岩手県・山形県・福島県・新潟県・富山県・中京圏
  - 『サンドのぼんやり〜ぬTV』（TBC（宮城県）制作、ATV、IBC、TUY、TUF、BSN、TUT、CBC。かつてはHBC、ABS、TBSチャンネルでも放送されていた。毎週30分）

不定期放送・特別番組
- 東北6県＋北海道
  - 年1回、東北・北海道の日テレ系7局が共同制作する特別番組がある。
    - 2005年：10月15日放送 『大泉洋プレゼンツ 地タレ?大集合ふるさと大好き宣言!』（制作・STV）
    - 2006年：10月14日放送 『彦摩呂の東北・北海道グルメ旅 北に7つの宝を探せ!!』（制作・RAB）
    - 2007年：10月13日放送 『七輪の侍〜ニッポンの焼き魂を見よ!〜』（制作・TVI）
    - 2008年：7月19日放送 『東北・北海道ぐるり一周　リゾート列車で行く!プレミアムツアー』（制作：MMT）
    - 2009年：（制作：FCT）
    - 2010年：11月13日放送 『開運スペシャル!東北・北海道しあわせテレビ 〜パワースポットに美味あり〜』（制作：YBC）
    - 2011年：東日本大震災のため放送なし
    - 2012年：未定

  - 『十和田八幡平駅伝競走』（AKT制作、UHB,mit, OX, SAY, FTVのFNN北海道・東北6局、・ATV（TBS系列）で放送）
  - またかつては、東北・北海道のテレ朝系7局が持ち回り、あるいは共同製作した特別番組が放送されたことがあった。
- 東北6県、または、5県
  - ANN東北6局：ローカルセールス枠である水曜7時枠の他、特別番組「ほっとネットとうほく」が土日の昼間などに不定期にブロックネット放送される。
  - JNN東北5局：JNN系列がない秋田県を除く5局ネット。ローカルセールス枠の水曜7時枠か土日の午後に不定期で「JNN東北5社スペシャル」がある。
  - 『全東北民謡選手権大会』（東北民放テレビ六社会持ち回り制作で系列横断放送。RAB, IBC, ABS, TBC, YBC, FTV。年に1回放送）
  - 『仙台国際ハーフマラソン』（仙台TBC制作、ATV, IBC, ABS, TUY, TUF。開催日10:00（TBCテレビ・TBCラジオは9:54）〜11:30生放送

#### 過去の番組（テレビ）
- 東北7県（東北6県＋新潟県） - すべて東北電力提供→東日本大震災後、当該社の提供自粛などで番組休止・終了
  - 『週刊ことばマガジン』（KHB制作、テレ朝系7局放送。ABA, IAT, AAB, YTS, KFB, UX。毎週土曜15分）
  - 『東北電力PRESENTS 月刊 元気一番"生"テレビ』（MMTを中心に、日テレ系7局共同制作。RAB, TVI, ABS, YBC, FCT, TeNY。毎月第3または第4土曜10:30-11:25生放送）
  - 『スタイルe!』（MMT制作、日テレ系7局放送。RAB, TVI, ABS, YBC, FCT, TeNY。毎週5分）
  - 『情熱エンジン』（OX制作、フジ系6局+ATVで放送。ATV（TBS系列）, mit, AKT, SAY, FTV, NST。毎月第3土曜30分）
  - 『ふしぎのトビラ』（仙台TBC制作、TBS系6局+ABSで放送。ATV, IBC, ABS（日テレ系列）, TUY, TUF, BSN。毎月第2土曜30分）
- 東北6県＋番販
  - 『週末釣り倶楽部』（KHB制作、テレ朝系6局放送、および、sky・Aに番販。ABA, IAT, AAB, YTS, KFB, sky・A sports+。毎週1回15分。sky・Aは約2ヶ月遅れ週2回）
- 東北6県
  - 『クボタ民謡お国めぐり』（AKT制作で系列横断放送。ATV, TVI, OX, YTS, FCT。毎週1回30分　かつてはUXでも放送されていた）
  - 『ツナガッテルかーい!』（NTTドコモ一社提供、MMT制作、日テレ系6局放送。RAB, TVI, ABS, YBC, FCT）
- 秋田県・岩手県
  - 『もっと行ってみる?』（AKT、mit共同制作　本田技研工業のプロモーション番組。毎週1回5分）

### ラジオ

#### 現在の番組（ラジオ）
- 東北6県
  - 『はいうぇい 人街ネット』（県域局は企画ネット方式、cFMは同一内容でネット。NEXCO東日本提供。）
  - 『ワンデイトリップ』（東北コミュニティ放送協議会に加盟する東北6県のcFM全21局ネット。毎週金曜10分）
  - 『サンドウィッチマンのラジオやらせろ!』（東北6県のcFM11局ネット）
- 東北3県＋富山県＋石川県＋高知県
  - 『宮川賢のまつぼっくり王国』（TBC制作。毎週30分）

#### 過去の番組（ラジオ）
- 東北7県（東北6県＋新潟県）
  - 『EPO 風の散歩道』（エフエム仙台(Date fm)制作。毎週土曜25分、東北電力提供。）
    - 『EPOのMusic Temple』（後継番組。東北電力提供ではない。）
- 東北6県
  - 『AIRJAM Night』（エフエム仙台制作。毎月2回1時間）
  - 『北風小僧』（エフエム仙台制作。毎週1回55分）
  - 『STEPPIN'TOHOKU[注釈 2]』（エフエム仙台制作。毎週金曜50分）
  - 『東北まんぷくラジオ』（エフエム仙台制作、JFN系列東北6局ネット。毎週金曜50分。2018年3月30日放送終了）
  - 『音速ラインのラジオ百景』（ふくしまFM制作。毎週日曜30分）
  - 『あなたに、ベスト・ウェイ。』（東北6県のcFM全21局ネット。場合により新潟県でも放送。毎週金曜・土曜各5分[注釈 3]NEXCO東日本東北支社提供）
- 東北5県＋新潟県
  - 『チアーズヴォイス』（TBCラジオ制作。青森県を除く東北5県と新潟県で放送。毎週土曜15分。2014年9月27日放送終了）
- 北東北3県
  - 『さわち美欧 コーク サウンド・シャッフル』（FM岩手制作。FM秋田・FM青森にネット。毎週水曜55分、みちのくコカ・コーラボトリング提供）

## 関東地方
南関東の首都圏トライアングル（埼玉県・千葉県・神奈川県）を基本単位としながらも、その他の地域とも共同制作・番販・同時ネットがある。在京局による関東広域圏放送については関東ローカルを参照。

### テレビ
- 3局ネット（首都圏トライアングル：埼玉県・千葉県・神奈川県）
  - 『ちば朝ライブ モーニングこんぱす』（千葉CTC制作、TVS, tvk。月曜〜金曜 7:30〜7:58、CTCのみ6:45から、祝日の場合は休止）
  - 『猫のひたいほどワイド』（神奈川tvk制作、TVS, CTC。月曜〜木曜 12:00〜12:30、tvkのみ13:30まで、祝日の場合は休止）
  - 『マチコミ』（埼玉TVS制作、CTC, tvk。月曜〜金曜 16:30〜17:00、TVSのみ17:45まで、祝日の場合はネット枠のみ休止）

#### 過去の番組
- 3局ネット（首都圏トライアングル：埼玉県・千葉県・神奈川県）
  - 『ハピはぴ・モーニング〜ハピモ〜』（千葉CTC制作、TVS, tvk。月曜〜金曜 7:30〜8:00、CTCのみ6:30から、祝日の場合は休止）
  - 『シャキット!』（千葉CTC制作、TVS, tvk。月曜〜金曜 7:30〜8:00、CTCのみ6:45から、祝日の場合は休止）
  - 『ありがとッ!』（神奈川tvk制作、TVS, CTC。月曜〜金曜 12:00〜12:30、tvkのみ14:00まで、祝日の場合は休止）
  - 『ごごたま』（埼玉TVS制作、CTC, tvk。月曜〜金曜 16:30〜17:00、TVSのみ18:00まで）
- 5局ネット（首都圏トライアングル＋山形県・宮城県）
  - 『やまがた発!旅の見聞録』（埼玉TVS・山形YBC制作、CTC, tvk, KHB。15分番組）
- 5局ネット（首都圏トライアングル＋京都府・兵庫県）
  - 『佐藤しのぶ 出逢いのハーモニー』（神奈川tvk制作、TVS, CTC, KBS, SUN。MTVのみ不定期放送）
- 独立局全13局と朝日ニュースターで放送
  - 『Just Japan』（神奈川tvk制作、TVS, CTC, GTV, GYT, MX, GBS, MTV, BBC, KBS, TVN, SUN, WTV, 朝日ニュースター）

## 中部地方
中部地方のブロックネット番組の場合、位置する地理や地域の特性上から対象となる地域は複雑で、放送する番組ごとに放送地域がそれぞれ異なる。
主に関東隣接地域（新潟県・長野県・山梨県・静岡県）が対象となる。また、北陸3県（富山県・石川県・福井県）を含める場合や、新潟県を対象外にする場合、中京圏（愛知県・岐阜県・三重県）を含める場合もある。
また、ラジオでは中部地方ブロックネット番組は単発番組でもほとんど制作されていない。

### テレビ（レギュラー番組）
- 『物語の始まりへ』（石川テレビ制作、FNS中部ブロック7局とUHB, KTV, TXN系列のTVQで放送[注釈 4]）

#### 過去の番組
- 『ニッポンど真ん中!』（UTY、SBC、BSN、TUT、MROのTBS系5局持ち回り制作（2012年3月まではSBSも参加）。月1回放送の1時間番組。放送時間は当該項も参照。2008年からはCS旅チャンネルでも単発番組として放送されている。）
- 『私的道案内』（2007年6月から2008年3月までCTV、SDT、YBS、TSB、KNB、KTK、FBCの日本テレビ系列中部7局ネットで放送されていたNEXCO中日本提供の5分番組。通常、CTV制作の中部ブロックネット番組は新潟県も放送エリアに含まれているが（下記参照）、新潟県は全域がNEXCO東日本管轄エリアの為、この番組では対象外になっていた。）
- 『ダシヌキ!』（東海テレビ制作、東海4県+北陸3県+長野で放送）
- 『クイズで公認!恋のおやジルシ』（東海テレビ製作、東海4県+北陸3県+信越2県で放送）

### テレビ（単発番組）

#### NNN・NNS系列
系列の中部地方8局（CTV、TeNY、TSB、YBS、SDT、KNB、KTK、FBC）は年2回ブロックネット番組を放送している。2013年以降はユニーグループ・ホールディングス（アピタ・ピアゴ・サークルK・サンクス名義）の冠スポンサーで放送される毎年6月の番組と、年末に放送される番組（2014年は代替として2015年2月に放送）がある。なお他系列（参加局持ち回り）と違い、こちらは基本的にCTVが制作幹事局となる。

#### ANN系列
系列の中部5局（メ〜テレ、SATV、UX、abn、HAB）は2001年以降、毎年正月に、桂三枝（現：六代目桂文枝）の司会による『日本ど真ん中 三枝のグルメご当地料理自慢』を共同制作していた（幹事局は各局持ち回り。2008年はUX、2009年はHAB）。この番組は中部ブロック以外の局にも番組販売されており、2008年の放送はHTB、HOME、KKBなどが放送した。2009年はHOMEがブロック域外で異例の先行放送（1月2日6:00〜。中部ブロックでは同日14:25〜15:55）となる他、ABC・yab等も遅れ放送がある。2011年以降はメインMCがガレッジセールとなり、タイトルが『ご当地グルメ探偵団 〜怪人ゴリ面相の○○（年によって浮動）〜』と変更された。
また、東北6局（KHB、YTS、KFB、ABA、AAB、IAT）でも毎年正月に東北地方の旅やグルメ、職人などにスポットを当てるドキュメンタリー番組を共同制作している（幹事局は各局持ち回りで企画・内容は年によって異なる。2017年はYTS）。この番組も、2017年の放送はテレビ朝日で先行放送（1月2日早朝）されている。
このほか、毎年2月11日（建国記念の日）にはメ〜テレを除いた中部4局+福島県（KFB）の環首都圏4県+石川県の5局ネットによる『東京一人暮らし』（幹事局は放送年により異なる）が放送されている。
さらに、JNNと同じく信越静3局（abn、UX、SATV。山梨は系列局がないため除く）による不定期単発特番もあり、2014年にはUXを制作幹事局として「ウドちゃんの中部縦断プレミアムツアー」が同年5月10日に信越静3局同時ネットで放送された。

#### JNN系列
甲信越静4局（UTY・SBC・BSN・SBS）が持ち回りで、年1回程度の不定期で共同制作する単発番組が存在する。別掲の「ニッポンど真ん中！」はこの甲信越静4局共同制作番組が発端となっているが、そちらとは別の枠組みとして2021年時点でもこちらは継続されている。制作幹事局は4局持ち回りとなっており、2016年は10月10日（SBS、UTYでの放送日）に「JNN中部4局共同制作番組　新潟・長野・山梨・静岡 FUJIWARAのご当地B級グルメ弾丸ツアー!」（幹事局はSBS）を放送、2017年は10月9日（UTY、BSN、SBSは13:55-14:50、SBCは15:55-16:50）に「JNN中部4局共同制作番組　谷原章介の中部4県おいしい蕎麦が食べたい」（幹事局は2016年に続きSBSが担当）を放送、2018年は10月8日（全局15:50-16:45）に「JNN中部4局共同制作番組　佐藤隆太の中部4県おいしい寿司が食べたい」（幹事局はBSN）を放送。2019年は10月14日（全局15:50-16:45）に「JNN中部4局共同制作番組　絶景！豪華ローカル列車の旅」（幹事局は2018年に続きBSNが担当）、
2020年は11月3日（全局15:49-16:50）に「JNN中部4局共同制作番組　静岡・新潟・山梨・長野　3時のヒロインが行く!!　はみ出しグルメ」（幹事局はSBC）、2021年は11月3日（予定）（全局15:49-16:50）に「JNN中部4局共同制作番組　小島よしお・おかずクラブが行く！静岡・長野・山梨・新潟　ご飯のおとも探検隊！」（幹事局はSBS）を放送。

### ラジオ
- 北陸3県（富山県・石川県・福井県）
  - 『北陸ネット3県ポン』（KNB・MRO・FBCの共同制作、月曜の午前に放送）

#### 過去の番組
- 『北陸おもしろネット・向こう三県両ドナリ!』（KNB・MRO・FBCの共同制作、平日朝15分間の帯番組）
- 『こちら海です』 - 福井テレビ・KBS京都・サンテレビ・テレビ和歌山の共同制作。日曜放送の30分番組。

## （近畿地方＋）中国地方・四国地方
在阪局の影響力が強いため、近畿・中国・四国の枠組みでのブロックネットや番販が多い。
在阪局が関与しない（毎週）定期的なブロックネットは、テレビでは15分未満のミニ番組が中心で、15分以上は1番組のみ。そのほとんどは中国電力一社提供番組である。
在阪局による近畿広域圏放送については関西ローカルを参照。

### テレビ
- 瀬戸内海沿岸（岡山県・香川県・広島県・愛媛県・山口県+近畿広域圏(+徳島県)）
  - 『ぐるりん瀬戸内』→『瀬戸内リレー』→『瀬戸内グルメ天国』→『ググッと。瀬戸内』
HOMEが幹事となってyab-KSB-eatの計4局で放送。金曜夕方の情報ワイド枠でネットされる情報コーナー。
「ぐるりん瀬戸内」時代はABCが幹事となる5局ネットだった。
  - 『中四国拡大版（番組名を変えながら放送）』
年1-2回程度、TBS系で約1時間番組として放送される。近畿広域圏と徳島県では放送されない。
2000年初頭から（具体的な時期は不詳）、RCCとRSKが幹事局を交代で担当し、tys-ITVの計4局で放送。番組により、共同制作の場合もある。なお、BSSやKUTVも加わり6局ネットとなることもあり、この場合はBSSが幹事局となることもある。
- 中国・四国地方
  - 『中四国レインボーネット』…7局持ち回り制作、HTV-NKT-KRY-JRT-RNC-RNB-RKC。年3〜4回、1時間番組。
  - 『STU↗でんつ!』…HTV制作、地上波はHTV-KRY-JRT-RNC-RNB-RKCの6局[注釈 6]。30分番組。STU48の本拠地である瀬戸内海沿岸に近接していない日本海側に所在する、鳥取県・島根県のNKTでは放送されなかった。
- 中国地方（+香川県）- 中国電力提供
  - 『そ〜だったのかンパニー』…TSS制作で、TSK-OHK-tysの4局。30分番組。tysが参加しているのは、かつてフジテレビ系とのクロスネットだった名残。
- 中国地方（+香川県）- コープCSネット[注釈 7]と中国5県の生活協同組合[注釈 8]提供
  - 『コープのおいしめし』…HTV制作で、NKT-KRY-RNCの4局。5分番組。コープCSネット自体は、中国地方・四国地方を担当エリアにしているが、四国4県の生活協同組合が番組スポンサーに参加していないこともあり、徳島県のJRT・愛媛県のRNB・高知県のRKCでは放送されない。

#### 過去の番組（テレビ）
- 中国地方（+香川県）- 中国電力提供
  - 『クイズクロス5』（30分番組）
  - 『エンジェルツアーハッピークイズ』[注釈 9]（30分番組）
  - 『親子笑劇場電太郎一家』（6分番組）
  - 『ENERGY CHARGE』（6分番組）
いずれもTSS制作の、TSK-OHK-tysの4局ネット。このうち『クイズクロス5』はTSK・OHK・tysも制作に参加。
  - 『人気もん!』
TSS制作の、TSK-OHK-KRY[注釈 10]の4局ネット。30分番組。
  - 『自然賛歌』…HOME-KSB-YAB-BSSの4局。5分番組。
  - 『ライフノート』…中国電力制作の広告ミニ番組。ネット局：HTV-NKT-RNC-KRY。毎週2回5分ずつ。
  - 『それゆけホッティーズ!』（15分番組）
  - 『ふたりの人時』（5分番組）
いずれもRCC制作の、RSK-BSS-tysの4局ネット。
  - 『宮川大助・花子のハテはてな?』…BSS制作で、RCC-RSK-tysの4局。5分番組。
- 四国地方（+岡山県）
  - 『i Music Count Down』『i music express』
ITV制作、JRT-KSS-OHK[注釈 11]の4局。毎週1回5分。TBS系列の愛媛ITVで制作されるが、系列を跨いで放送された[1]。「express」はNTTドコモ四国提供。
  - 『おへんろ。〜八十八歩記〜』…OHK・EBC・KSS共同制作、地上波はOHK-EBC-KSSの3局。徳島県はCATVのケーブルテレビ徳島にて放送。
  - 『四国遺産』（RNC制作、RNB-JRT-RKCの4局。毎週1回15分）

### ラジオ
- 中国・四国地方
  - 『中四国ライブネット』…8局持ち回り制作、RCC-KRY-RSK-BSS-JRT-RNC-RNB-RKC。
  - 『ステーションらんでぶ～』、エフエム山陰、岡山エフエム放送、エフエム香川、エフエム高知の4局で持ち回り制作

- 四国地方
  - 『バンリク -BANG! BANG! REQUEST-』…JRT制作。月曜から金曜21:00〜23:00に同時生放送。ただし、JRTのみ土曜も放送。
  - 『杉ノ内由紀のミュージック・さえら』…RNC制作、毎週日曜20:00〜22:00に同時生放送。

※2010年以降RNC・JRT・RKC・RNBの4局がそれぞれ制作する番組をネットする形式になっている。既存のローカル番組をブロックネットに昇格したり、新たに立ち上げたりと経緯は様々である。現在は、JRTとRNCのみが番組制作を担当している。また、RNBは2015年春と秋の二段階に分けて上記の2番組のネットから離脱している。

#### 過去の番組（ラジオ）
- 中国地方＋愛媛県
  - 『サテライトNo.1』 - 提供：ダイイチ（後のデオデオ→エディオン）。RCC制作、RSK-BSS-KRY-RNBに同時ネット。一時期、福岡KBCと香川RNCでもネットされていた。
- 中国地方
  - 『エネルギー最前線 ミライレポート』…中国電力提供。RCC制作、RSK-BSS-KRYにネット。
  - 『Nexco西日本 Drive. Escort』…RCC制作、RSK-BSS-KRYにネット。
  - 『GEORGIA Dream Catcher』…広島エフエム放送制作、エフエム山陰、岡山エフエム放送、エフエム山口にネット
  - 『MY PRECIOUS ENERGY』…中国電力提供。広島エフエム放送制作、エフエム山陰、岡山エフエム放送、エフエム山口にネット
  - 『木もれ陽のアプローズ』…中国電力提供。広島エフエム放送制作、エフエム山陰、エフエム山口、岡山エフエム放送[注釈 12]にネット
- 四国地方
  - 『ラジオアイランドまる○しこく』…RKC制作。毎週土曜13:00〜16:00に同時生放送だが、JRT・RNCは14:30より飛び乗り。2010年までは『四国クローバーネット おやつドキッ!』という4局共同制作で幹事局は週代わりだった。
  - 『フォーマットRADIO 木藤たかおの日曜Press-Club』…RNB制作、毎週日曜9:00〜12:00に同時生放送だが、一時期飛び乗り・飛び降りする局があった。

### 在阪局制作の番販
必ずしも同時ネットではない。中四国を含む他地方でも放送される。
- 『探偵!ナイトスクープ』…ABC制作。テレビ朝日・UMKを除くANN系列24局でネット（宮崎県はMRTで放送）。ANN系列が所在しない地域の他系列局や首都圏の一部独立UHF局でも放送。CSのスカイAでも放送。テレビ朝日の金曜ナイトドラマ枠がネットセールス枠になるまでは中四国でもABCとほぼ同じ時間帯での放送だった。
- 『そこまで言って委員会NP』…ytv制作。北はSTV、南はKYTまでネットされ、首都圏以外の政令指定都市を直接カバー。ただし出演者の猛反対により、日本テレビへの逆ネットは行われていない。
- 『旬感LIVE とれたてっ!』…カンテレ制作。東はFTV[2]、南はUMKまでネットされ、東海（静岡県・愛知県・岐阜県）以西、宮崎以南の徳島・山口を除く西日本をカバー。祝日にはキー局のフジテレビや北海道・東北地域などの系列局でも臨時ネットされることがある。

#### 過去の番組
- 『旅っきり!〜ふれあい紀行〜』…KTV制作。JR西日本管内の系列局へはスポンサードネット＋他地区への番販。
- 『GO!GO!ガリバーくん』…KTV制作。2006年3月までは関西・中四国ブロック（KTV-OHK-TSS-TSK-EBC-KSS）共同制作同時ネット＋他地区への番販だった。
- 『2時ドキッ!』…KTV制作。
- 『2時ワクッ!』…KTV制作。
- 『F-CUBE』…KTV制作。
- 『1時50分からはスローでイージーなルーティーンで』…KTV制作。東海テレビを除く東海・近畿・中四国・2023年8月7日以降のテレビ西日本・テレビ大分・テレビ長崎・鹿児島テレビ・沖縄テレビを除く九州ブロックネットで放送されていた。

## 九州地方（＋山口県・沖縄県）
九州7県（九州全域）を基本としながらも、隣接する山口県や沖縄県を含んだブロックネットもある。宮崎県にはJNN系以外にフルネットの系列局がないために、宮崎県が外れることもある。佐賀県にはFNN系以外の系列局がないため、大半の番組で佐賀県が外れているように見えるが、事実上、TNC以外の在福局の管轄エリアとなっている。
スポンサーを記したものはその会社の一社提供による番組。ほとんどが、地元九州に本社を置く企業ばかりであり、山口や沖縄ではスポンサーの展開地域やマーケット嗜好が異なることで番組のネットから外れることが多い。
レギュラー放送枠の他にも単発番組も多く作られている（JNN系とANN系に多い）。JNN系では、一部の祝日に持ち回りで特別番組を制作し、九州沖縄の7局で放送することがある（九州沖縄で放送日は同じであるが、放送時間は10時台や14時台などと異なることがある）。ANN系では、一部の土曜日に持ち回りで特別番組を制作し、九州5局で15:30-16:25に同時ネットすることがある（16:30以降が全国ネットの番組であるため、放送日時が異なることは少ない）。
台風襲来時の報道特別番組は福岡の放送局を幹事として、系列各局を結んで放送する（基本的に"福岡＋大きな被害が想定される地域"の放送だが最大で九州山口全局ネットとなる）。その様子から「鉄の結束」と呼ばれることもある。
ただし、クロスネット局であるTOSとUMKについては対応はその時々による。UMKの場合は当該時間帯をKBCから受けているため原則KBCが制作する場合はそちらをネットする。TOSはTNCが制作しない限りはFBSから受ける。これは全国ネット規模の番組でもそれに準ずることがある。

### テレビ

#### 九州7県
- 『とっても健康らんど』（福岡KBC制作。NCC, KAB, OAB, UMK, KKBの6局。15分番組。久光製薬提供[注釈 14]）
- 『新 窓をあけて九州』（6局持ち回り制作。RKB, NBC, RKK, OBS, MRT, MBCの6局。日曜10:00-10:15に放送の15分番組。九州電力グループ提供）
- 『九州20XX』（XXの中には西暦の下2桁が入る）（6局共同制作。FBS, NIB, KKT, TOS, UMK, KYT。年1回、12月末に放送）

#### 九州7県＋沖縄県
- 『世界一の九州が始まる!』（7局持ち回り制作。RKB, NBC, RKK, OBS, MRT, MBC, RBC。日曜10:15-10:30（RBCのみ金曜24:40-24:55）に放送の15分番組。2020年度までキリンビール提供）
- 『JNN九州・沖縄ドキュメント ムーブ』（7局持ち回り制作。RKB, NBC, RKK, OBS, MRT, MBC, RBC。30分番組）※2007年まではtysでも放送されていた。RCC・TBSなど九州以外でも単発放送あり。
- 『ドキュメント九州』（8局持ち回り制作。TNC, STS, KTN, TKU, TOS, UMK, KTS, OTV。30分番組。）
- 『匠の蔵』（福岡TNC制作。STS, KTN, TKU, TOS, UMK, KTS, OTVの8局。6分以内のミニ番組[注釈 15]。霧島酒造提供）

#### 九州6県（宮崎県が枠外）
- 『One Heart〜鷹よ強くあれ〜』シリーズ（福岡KBC制作。NCC, KAB, OAB, KKBの5局。）

#### 九州6県（宮崎県が枠外）＋沖縄県
- 『ドゲンジャーズ』シリーズ（福岡KBC制作。NCC, KAB, OAB,  KKB, QABの6局。大賀薬局提供。第2作の『ナイスバディ』から。毎年4月クールに放送。）

#### 九州7県＋山口県
- 『アサデス。7』（福岡KBC制作。NCC, KAB, OAB, UMK, KKB, yabの7局。月曜〜木曜 9:55〜10:25）

#### 九州6県（宮崎県が枠外）＋沖縄県＋山口県
- 『前川清の笑顔まんてんタビ好キ』（福岡KBC制作。NCC, KAB, OAB, KKB, QAB, yabの7局。日曜 12:00〜12:55。なお、宮崎県では30分短縮版をUMKで放送）※九州以外では一時期KBS・HOMEが遅れネットでレギュラー放送したことがある。

#### 放送終了
- 九州7県
  - 『なぜなぜ九州』（福岡FBS制作。STS, KTN→NIB, TKU→KKT, TOS, UMK, KTS。15分番組。九州電力提供）
  - 『Dr.クラナガン』（福岡FBS制作。STS, NIB, KKT, TOS, UMK, KYT。15分番組。九州電力提供）
  - 『九州が知りたい』（福岡RKB制作。NBC, RKK, OBS, MRT, MBCの6局。15分番組。JR九州提供）
  - 『はぁと日和』（福岡RKB制作。NBC, RKK, OBS, MRT, MBCの6局。30分番組。フランソア提供）
  - 『黄金ディッシュ』（福岡RKB制作。NBC, RKK, OBS, MRT, MBCの6局。30分番組。フランソア提供）
  - 『窓をあけて九州』（6局持ち回り制作。RKB, NBC, RKK, OBS, MRT, MBC。日曜10:00-10:15に放送の15分番組。九州電力提供）
  - 『味わいぶらり旅』（福岡RKB制作。NBC, RKK, OBS, MRT, MBCの6局。日曜10:15-10:30に放送の15分番組。JR九州提供）
  - 『列車に乗って』（福岡RKB制作。NBC, RKK, OBS, MRT, MBCの6局。日曜10:00-10:15に放送の15分番組。JR九州提供）
  - 『Qでん百科』（福岡TNC制作。STS, KTN, TKU, TOS, UMK, KTSの7局。15分番組。九州電力提供）
  - 『九州まるごと生情報』（6局共同制作。FBS, NIB, KKT, TOS, UMK, KYT。年1〜2回放送）

- 九州7県＋沖縄県
  - 『フィッシュEye』（RKB, NBC, RKK, OBS, MRT, MBC, RBCの7局。30分番組）
  - 『無重力クイズ・スペースチャレンジャー』（RKB, NBC, RKK, OBS, MRT, MBC, RBCの7局。30分番組。スペースワールド提供）
  - 『We love 九州』（8局共同制作。TNC, STS, KTN, KTU, TOS, UMK, KTS, OTV。NTT提供）
  - 『ヒューマン九州21』（8局共同制作。TNC, STS, KTN, KTU, TOS, UMK, KTS, OTV。現在は不定期化された。2006年6月を最後に新規の放送が無い模様である）
  - 『TVホームドクター なるほど健康』（福岡TNC制作。STS, KTN, TKU, TOS, UMK, KTS, OTVの8局。15分番組。ノバルティスファーマ提供）
  - 『ルーツを歩こう』（福岡KBC制作。NCC, KAB, OAB, UMK, KKB, QABの7局。6分以内のミニ番組(放送局によって放送分数が異なる)。霧島酒造提供）
  - 『カンパイ!! ツマミッケ!!』（宮崎MRT制作。RKB, NBC, RKK, OBS, MBC, RBCの7局。6分以内のミニ番組(放送局によって放送分数が異なる)。霧島酒造提供）

- 九州7県＋沖縄県＋山口県
  - 『電撃黒潮隊』（8局共同制作。RKB NBC, RKK, OBS, MRT, MBC, RBC, tys。30分番組。アートネイチャー提供）

- 九州6県（宮崎県が枠外）
  - 『ドォーモ』（福岡KBC制作。NCC, KAB, OAB, KKBの5局。月曜〜木曜 24:15〜25:10→24:15～24:45）※かつてはyabでも放送されていた。また、番組内容の一部がCSのテレ朝チャンネルで放送された事がある。
  - 『バラエティのB』（福岡KBC制作。NCC, KAB, OAB, KKBの5局。水曜 24:15〜24:45(木曜 0:15～0:45)）※前項の『ドォーモ』の水曜日の放送時間、放送局を引き継いで放送されていた番組。
  - 『九州街道ものがたり』（福岡KBC制作。NCC, KAB, OAB, KKBの5局。九州電力提供）
  - 『未来への羅針盤』（福岡KBC制作。NCC, KAB, OAB, KKBの5局。日曜 12:00〜12:15。九州電力提供）

- 九州6県（宮崎県が定期放送としては枠外）＋山口県
  - 『るり色の砂時計』（福岡KBC制作。NCC, KAB, OAB, KKB, yabの6局。CSのsky・Asports+でも放送。40分番組。UMKは不定期放送）

- 九州6県（大分県が枠外）
  - 『あやちゃんのエコ日記』（福岡FBS制作。NIB, KKT, UMK, KYTの5局。九州電力提供）
  - 『夢にエール!』（福岡FBS制作。NIB, KKT, UMK, KYTの5局。大分県が枠外。九州電力提供）

- 九州6県（宮崎県が枠外）＋沖縄県
  - 『スーパーJチャンネル九州・沖縄』→『シリタカ!』（福岡KBCを中心に、NCC, KAB, OAB, KKB, QABの6局で各地ニュース持ち回りなど。月曜〜金曜 18:15 〜 18:25[注釈 16]）

- 九州7県＋山口県
  - 『情報回遊TV うるとらマンボウ』（福岡KBC制作。NCC, KAB, OAB, UMK, KKB, yabの7局。）
  - 『土曜エクスプレス』（福岡KBC制作。NCC, KAB, OAB, UMK, KKB, yabの7局。）
  - 『アサデス。九州・山口』（福岡KBC制作。NCC, KAB, OAB, UMK, KKB, yabの7局。2014年4月からネット時間短縮。2019年4月より放送時間短縮。月曜〜木曜 9:55〜10:25）

- 九州7県＋沖縄県＋愛媛県
  - 『キティズパーティー→キティズパーティー2』（大分TOS制作。KBC→TVQ[注釈 17], STS, KTN, TKU, UMK, KTS, OTV, ITVの9局。ハーモニーランド製作関与）

- その他
  - 『神伝説を残す男たち 10神ACTOR』（福岡FBS制作。S3.0よりNIB, KKT, KYTにネット。）
  - 『九州青春銀行』（福岡RKB制作。OBS, RKK, MRTの4局。長崎県・鹿児島県が枠外）
  - 『豆ごはん。』（福岡RKB制作。一時期OBS, MBCにネット）
  - 『今日感テレビ』（福岡RKB制作。一時期NBC, OBS, MBCにもネット。）

### ラジオ
- 『みちこ先生のニコニコ通信』（鹿児島MBC制作、RKK・MRT・RKBにネット、昴提供）
- 『RKBエキサイトホークス』（福岡RKBラジオ制作・MRTを除くJRN九州・山口ブロック（火曜のみ））
- 『HKT48 ラジオ聴かナイト!』（福岡KBCラジオ制作・NRN北部九州ブロック）
- 『ゴリけんの九州・沖縄ぐるぐるマップ』（福岡RKBラジオ制作・JRN九州・沖縄ブロック）
- 『おなかがグーは、しあわせのグー。』（各局別制作の企画ネット、RKBラジオ・NBC・RKK・OBS・MRT・MBC・RBC、ロート製薬提供）
- 『匠の蔵』（FMQリーグ[注釈 18]；FM FUKUOKA・FMS・fm nagasaki・FMK・AIR RADIO・JOY FM・μFM＋FM OKINAWA）※テレビ版(TNC)と同じタイトルで、スポンサーも共通した異系列間のクロスメディア番組。

#### 放送終了
- 『聴いて得するラジオマガジン』『ヒットヒット』（福岡RKB制作・NBC・RKK・OBS・MRT・MBC・RBC・KRY。年に2回放送。）
- 『シネマフル・ライフ』（FMQリーグ[注釈 18]；FM FUKUOKA・FMS・fm nagasaki・FMK・AIR RADIO・JOY FM・μFM）
- 『ユア・スクリーン・ミュージック』（九州電力提供。FMQリーグ[注釈 18]；FM FUKUOKA・FMS・fm nagasaki・FMK・AIR RADIO・JOY FM・μFM）
- 『吉岡稔真 F1ダッシュ!!』（九州7県＋沖縄県＋山口県＋愛媛県の10局。FMQリーグ；FM FUKUOKA・FMY・FMS・fm nagasaki・FMK・AIR RADIO・JOY FM・μFM＋FM OKINAWA＋JOEU-FM）

### ブロックネット組織
- e-JNN
JNN加盟局のうち、九州・沖縄の7社（以前は山口も含めて8社）で構成。上述の『ムーブ（西暦年）』等のブロック番組制作のほか、報道やイベントなどで連携。「別府大分毎日マラソン」では、RKBとOBS以外の5社（と域外からもTBS・MBS・RCCなど）が中継機材や人材を提供し、番組制作に協力している。

## ブロックネットに近い形態の番組
- 『MOCOカメッ!』[3] - 日本テレビ系列27局で、2007年10月から12月にかけて放送されたミニ番組。車の広告以外の部分では、放送される局を5つのブロックに分け、ブロックネット形式で放送している。放送されていない地域は、三大都市圏（NTV・CTV・ytv）、および、沖縄県。
- 『ブカツの天使』 - 『MOCOカメッ!』と同様のフォーマットで、日本テレビ系列25局で放送されていたミニ番組。ブロックの線引きが、一般的なブロックネットと異なる所に特徴がある。放送されていない地域は、三大都市圏（NTV・CTV・ytv）、および、長崎県・宮崎県・沖縄県。
- 『噂の!東京マガジン』 - 2023年10月現在はBS-TBSで放送されているが、2021年3月まではTBS制作で放送されていた情報バラエティ番組。地上波時代末期では、鹿児島県のMBCが番販ネットを一時打ち切った2018年4月から2019年3月まで、ATV・IBCを除くJNN東日本ブロックで放送されていた。